# کوبی شیرر
کوبی شیرر (انگلیسی: Kobi Scherer; ۲۰ آوریل ۱۹۳۱ – ۱۹۷۰ (۳۸−۳۹ سال)) دوچرخه‌سوار اهل سوئیس بود.